# Melanie Wilson
Melanie Kate Wilson (Southampton, 25 de junho de 1984) é uma remadora britânica, medalhista olímpica.

## Carreira
Wilson competiu nos Jogos Olímpicos de 2012 e 2016. Em sua primeira aparição, em Londres, ficou em sexto lugar com a equipe da Grã-Bretanha no skiff quádruplo. Quatro anos depois, no Rio de Janeiro, disputou a prova do oito com e obteve a medalha de prata.